# Nummi-Pusula
Nummi-Pusula est une ancienne municipalité du sud de la Finlande, dans la région d'Uusimaa. Elle a été fusionnée avec la ville de Lohja le 1er janvier 2013.

## Géographie
Nummi-Pusula résulte de la fusion en 1981 des communes Nummi et Pusula. Son centre administratif se situe au village de Saukkola.
Nummi-Pusula est traversée par la route nationale 1 (partie de la route européenne E18) qui relie Helsinki (à 70 km) à Turku (à 95 km).
Bien que située à faible distance de la capitale (environ 50 minutes du centre d'Helsinki par la route), la commune reste très rurale. De nombreuses exploitations agricoles, pour certaines occupées depuis 4 siècles par les mêmes familles, laissent quand même une place importante à la nature avec plus de 100 lacs et de nombreuses zones boisées. C'est la commune d'Uusimaa qui compte le plus d'ours et de lynx sur son territoire, même si le touriste de passage a peu de chance de les voir.

## Curiosités
Ses curiosités sont 3 églises du XIXe siècle et 3 petits musées.